# Голубєв Володимир Олександрович
Володимир Олександрович Голубєв (нар. 26 вересня 1940, м. Кострома, Костромська область, СРСР) — білоруський астроном, педагог, доцент кафедри інженерної фізики Вітебського державного університету імені П. М. Машерова, член редакційної колегії науково-методичного журналу «Фізіка: праблемы выкладання», відмінник освіти Білорусі.

## Біографія
Володимир Голубєв закінчив Костромський педінститут, потім аспірантуру Новгородського педагогічного інституту.
Майже десять років працював в астрономічній обсерваторії Далекосхідного наукового центру АН СРСР.
Коло наукових інтересів: вивчення магнітних полів у сонячних плямах, фізика комет.
З 1978 року проживає у Вітебську. Займається педагогічною діяльністю.

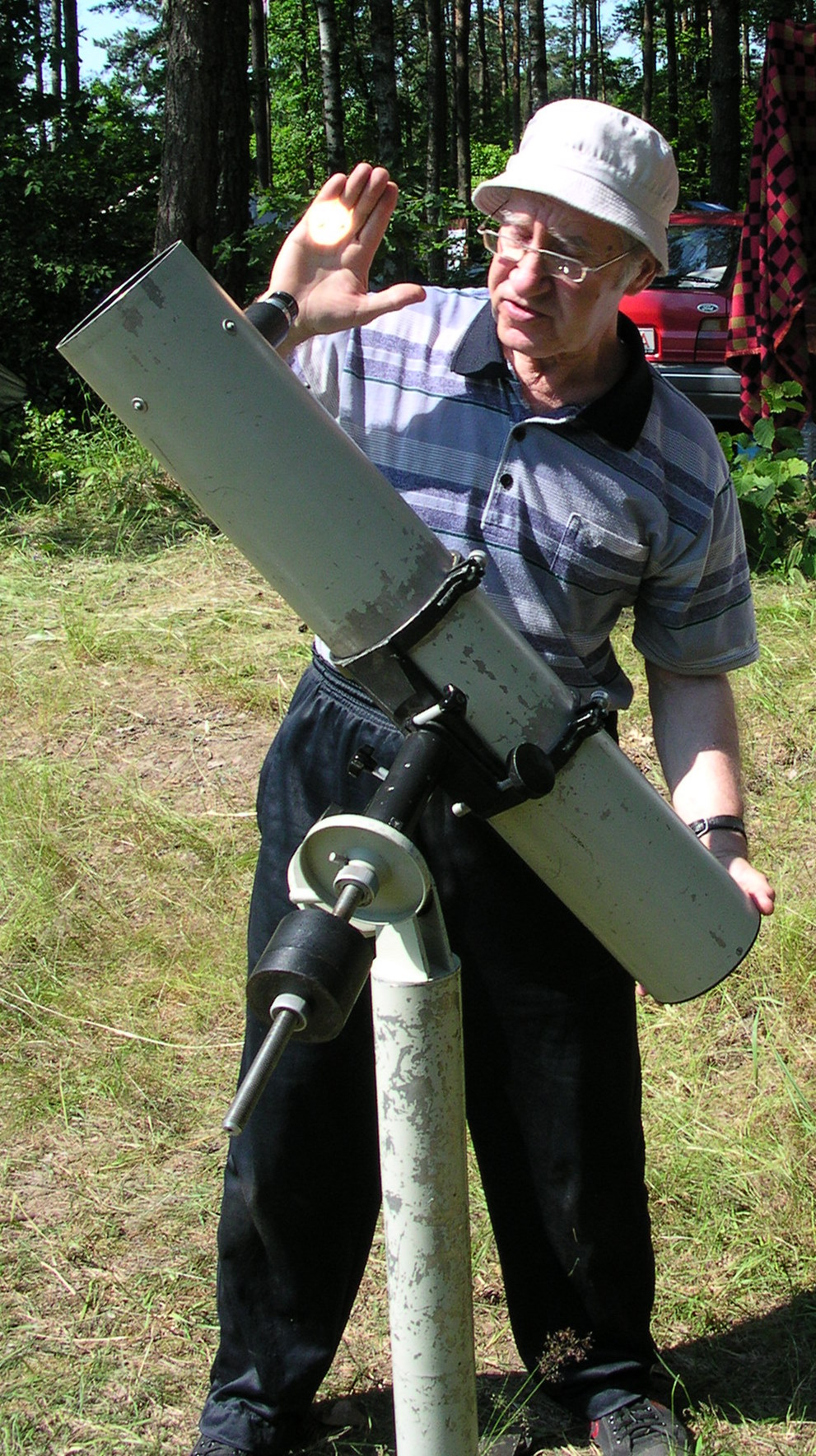
Володимир Голубєв готується до занять у методичному таборі вчителів Альховка (табір)

Володимир Голубєв — учитель низки переможців міжнародних астрономічних конкурсів.
Його ім'ям названо астероїд 216897 Голубєв, відкритий Віталієм Невським у 2009 році у Вітебській любительській астрономічній обсерваторії.
За підсумками 2009 року Вітебський облвиконком надав Володимиру Голубєву почесне звання «Людина року» у номінації «Освіта, наука».

## Публікації
Спільно з Галузо та Шимбальовим, Голубєв є автором навчально-методичного комплексу з астрономії, до складу якого входять:
- навчальний посібник «Астрономія 11»[3],
- зошит для учнів з астрономії для 11 класу[4],
- навчальний зоряний атлас[5],
- посібник для вчителів «Астрономія в 11 класі»[6],
- довідник школяра[7],
- хрестоматія з астрономії[8] та ін.

Володимир Голубєв — автор понад 150 книг, наукових та науково-методичних статей.